# Rudolf Otto von Büren

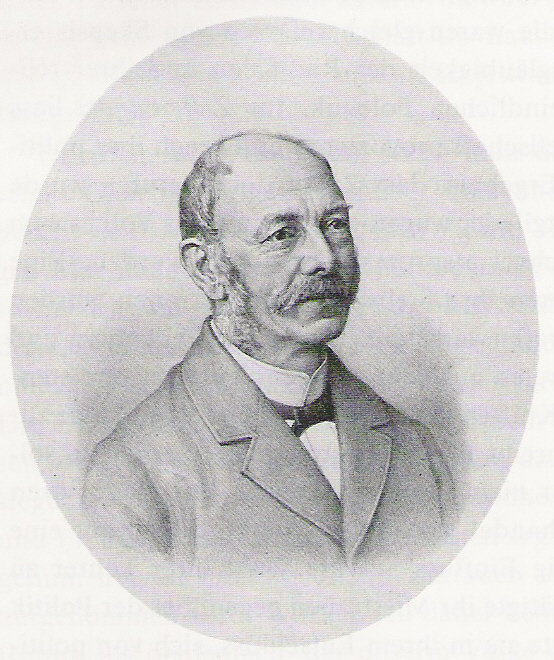
Rudolf Otto von Büren

Rudolf Otto von Büren (Bern, 19 september 1822 - aldaar, 25 december 1888), was een Zwitsers politicus.
Rudolf Otto von Büren was afkomstig uit een patriciërsgeslacht en volgde onderwijs aan privéscholen en aan de hogeschool in Bern. Hij studeerde vervolgens geschiedenis en rechten in Bern en Neuchâtel. Hierna verbleef hij lange tijd in het buitenland en vestigde zich hierna op het familieslot met landgoed.
Von Büren was van 1849 tot 1888 geheimraad en daarna van 1850 tot 1864 lid van de Grote Raad van het kanton Bern en van de Nationale Raad (Tweede Kamer van het federale parlement). Hij behoorde tot de protestantse conservatieve oppositie en werkte nauw samen met de Rooms-katholieke conservatieve oppositie. Jarenlang was hij de enige conservatief uit het kanton Bern in de Nationale Raad. Hij bestreed de Kulturkampf en was tegenstander van de armenwet, omdat hij altijd voorstander was geweest van private armenzorg. Hij vertegenwoordigde ook federale standpunten en stond hierin tegenover de Radicale Partij (voorloper van de huidige Vrijzinnig Democratische Partij). Hij onderhield vriendschappelijke contacten met leidende Rooms-katholieke politici uit Zwitserland en met de gezanten van de conservatieve monarchieën.
Von Büren werd in 1864 tot gemeentepresident (burgemeester). Na de instelling van de functie van stadspresident ter vervanging van het ambt van gemeentepresident (1871), vervulde hij dit ambt tot zijn dood op 25 december 1888.
Von Büren zette zich als gemeentepresident, later als stadspresident in voor de aanleg van een nieuw stelsel van water- en gasleidingen in de stad Bern.
Hij vervulde tal van functies binnen de Gereformeerde Kerk van Zwitserland. Zijn geloof was richtsnoer voor zijn caritatieve handelen. Van 1870 tot 1871 leidde hij de Zwitserse hulpverleningsorganisatie ter ondersteuning van de bevolking van het belegerde Straatsburg. Hij bekleedde functies binnen de Internationale Evangelische Alliantie.